# QNB Finansbank
Die QNB Finansbank A.Ş. ist eine Geschäftsbank mit Sitz in Istanbul, sie wurde von Hüsnü Özyeğin 1987 gegründet, der sie bis heute leitet. Durch 600 Neueinstellungen 2010 beschäftigte die Bank 10.719 Angestellte in 465 Filialen und Niederlassungen, 2012 sind es 11.734 in 522 Filialen.

## Geschichte

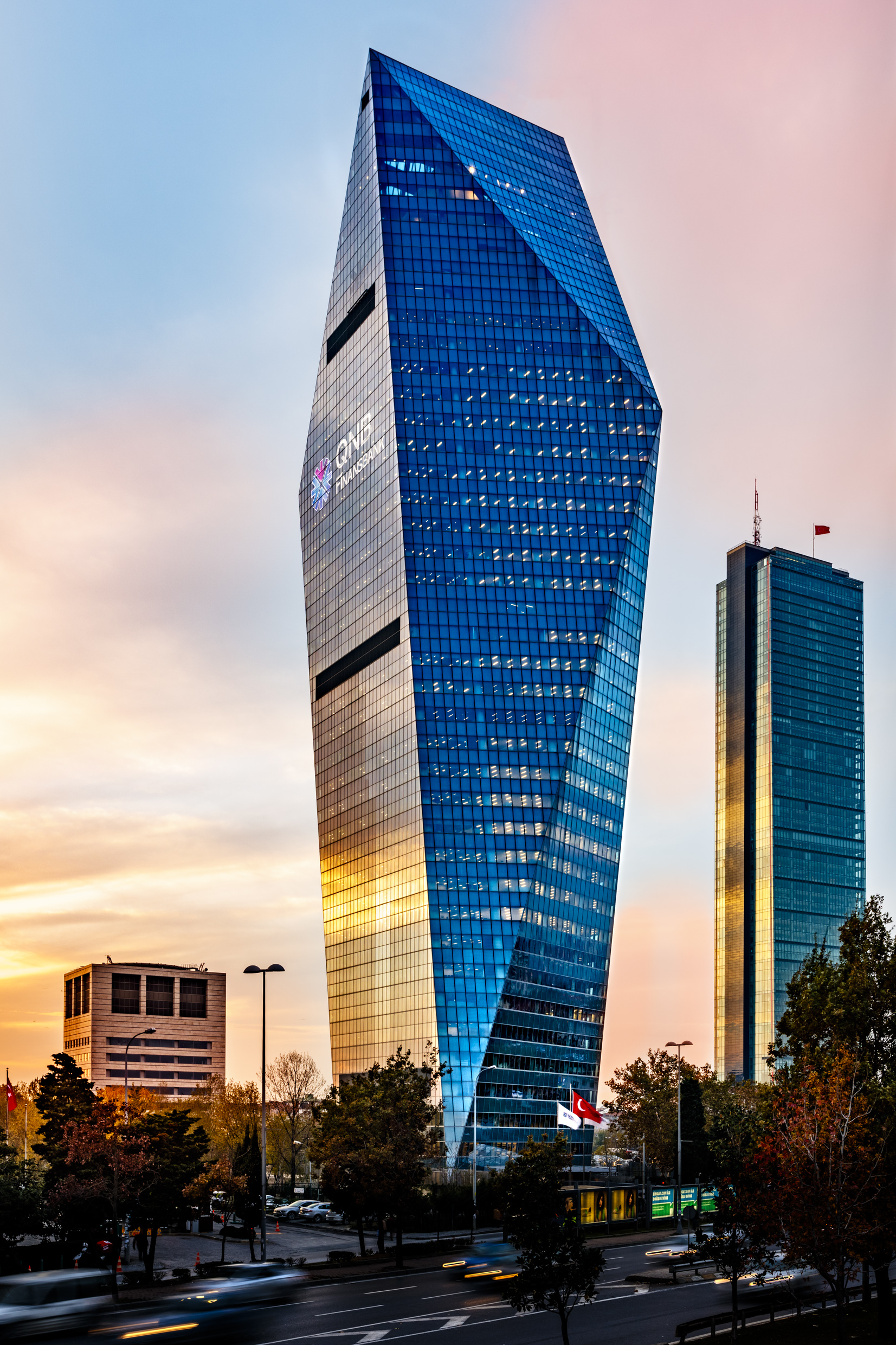
Hauptsitz der QNB Finansbank

Hüsnü Özyeğin gründete am 26. Oktober 1987 die Finansbank, 2003 erwarb die National Bank of Greece eine Minderheitsbeteiligung.
Für geschätzte über 3 Mrd. US-Dollar kaufte die National Bank of Greece den verbliebenen Anteil von Hüsnü Özyeğin. Özyeğin wollte ursprünglich in dieser Höhe Aktien der NBG kaufen, diese waren aber zu dem Zeitpunkt nicht auf dem Markt verfügbar. Im Zuge der griechischen Finanzkrise sollte sich der Kauf der Finansbank für die NBG als Ausgleich erweisen: Während 2010 in Griechenland die NBG aufgrund großer Abschreibungen einen Verlust in Höhe von 159 Mio. Euro einfuhr, erwirtschaftete die Finansbank 251 Mio. Euro Gewinn.
Da sich die NBG Group auf Südosteuropa konzentrierte und sich aufgrund der hohen Marktsättigung aus Mitteleuropa zurückzog, waren die dortigen Filialen der Finansbank nicht Teil der Übernahme. Sie wurden in Credit Europe Bank umbenannt und sind weiterhin vollständig im Besitz der Unternehmensgruppe von Özyeğin. Seither ist die Finansbank in 6 Ländern aktiv, darunter Russland und Malta.
2014 erwarb die Bank für 303 Mio. Euro das wenige Jahre zuvor errichtete 170 m hohe Hochhaus Soyak Kristalkule, um es als neuen Hauptsitz zu nutzen.
Im Dezember 2015 gab NBG bekannt, dass sie ihre türkische Tochterbank Finansbank an QNB aus Katar für 2,75 Milliarden Euro verkaufen wird.

## Auszeichnungen (Auswahl)
- “The Best Employment Program” und “The Best Customer Representative” Preise für die Call-Center der Finansbank durch die Turkey Call-Centers Competition, 2007
- “The Superbrand of Turkey” award für die CardFinans verliehen durch die britische Superbrands, 2007
- Public’s Favourite Web Site Award für die Website www.finansbank.com.tr in der Kategorie "commercial web site" verliehen durch Altın Örümcek, 2010
- "The Best New Bank Card Launch" für die CardFinans Nakit, verliehen durch die Cards and Payments Europe, 2010 in Madrid